# Reinhard Lindner
Reinhard Lindner (* 15. April 1960 in Hamburg) ist ein deutscher Hochschullehrer und Arzt für Psychiatrie, Psychosomatik und Neurologie.

## Leben
Nach der Facharzt-Weiterbildung (Neurologie, Psychiatrie, tiefenpsychologisch fundierte Psychotherapie, Psychosomatik) war er Psychotherapeut und Psychiater am Therapie-Zentrum für Suizidgefährdete (TZS) des Universitätsklinikums Hamburg-Eppendorf und leitete dieses von 2007 bis 2012. Nach der Habilitation 2005 in Psychiatrie und Psychotherapie war er von 2005 bis 2018 Privatdozent für Psychiatrie und Psychotherapie an der Universität Hamburg. Von 2007 bis 2018 war er Oberarzt für Gerontopsychosomatik an der Medizinisch-Geriatrischen Klinik Albertinen-Haus in Hamburg und Psychotherapeut am MVZ Zentrum für psychische Gesundheit, Hamburg. Er war Initiator und wissenschaftlicher Leiter (2016–2023) der Psychodynamischen Tage auf Langeoog (PdT). Er ist Professor für "Theorie, Empirie und Methoden der Sozialen Therapie" am Fachbereich Humanwissenschaften, Institut für Sozialwesen Universität Kassel. Reinhard Lindner ist seit 2019 zusammen mit Barbara Schneider die geschäftsführende Leitung des Nationalen Suizidpräventionsprogramms für Deutschland (NaSPro).
Seine Forschungsschwerpunkte sind psychodynamische Psychotherapie der Suizidalität, (qualitative) psychoanalytische Psychotherapieforschung, gender- und altersspezifische Aspekte der Suizidalität, kulturanthropologische Aspekte der Suizidalität, Suizidprävention, Psychotherapie im Alter.
Reinhard Lindner war von 2007 bis 2012 Stipendiat des Forschungskollegs Geriatrie der Robert Bosch Stiftung. Er ist Preisträger beim Philips European Contest for Young Scientists and Inventors (1977), des Heigl-Preises für Psychotherapieforschung (2008), des Rolf und Hubertine Schiffbauer-Ehrenpreises der Deutschen Gesellschaft für Geriatrie (2015) und des Hans-Rost-Preis 2023 der Deutschen Gesellschaft für Suizidprävention (DGS e.V.) für herausragende Leistungen in der Suizidologie und der Suizidprävention. Kategorie: Forschung als Lebenswerk.
Reinhard Lindner ist geschieden, in Partnerschaft lebend und hat zwei erwachsene Kinder.

## Schriften (Auswahl)
- mit Georg Fiedler: „So hab ich doch was in mir, das Gefahr bringt“. Perspektiven suizidalen Erlebens. Hamburger Beiträge zur Psychotherapie der Suizidalität Bd. 1. Vandenhoeck und Ruprecht, Göttingen 1999, ISBN 3-525-45837-1.
- mit Michael Klöpper: Destruktivität: Wurzeln und Gesichter. Vandenhoeck und Ruprecht, Göttingen 2001, ISBN 3-525-46159-3.
- Untersuchungen zur Insulin- und IGF-I-induzierten RNA-Synthese an Hautfibroblasten in Kultur von Patienten mit Insulinresistenz. Dissertation am FB Humanmedizin, Universität Hamburg, 1990.
- Suizidale Männer in der psychoanalytisch orientierten Psychotherapie. Eine systematische qualitative Untersuchung. Psychosozial-Verlag, Gießen 2006, ISBN 3-89806-509-X.
- mit Daniela Hery, Sylvia Schaller, Barbara Schneider, Uwe Sperling (Hrsg.): Suizidgefährdung und Suizidprävention bei älteren Menschen. Eine Publikation der Arbeitsgruppe „Alte Menschen“ im Nationalen Suizidpräventionsprogramm für Deutschland (NaSPro). Springer, Berlin 2014, ISBN 978-3-662-44011-7.
- mit Jana Hummel (Hrsg.): Psychotherapie in der Geriatrie. Kohlhammer, Stuttgart 2014, ISBN 978-3-17-024834-2.
- mit Meinolf Peters: Psychodynamische Psychotherapie im Alter. Grundlagen, Störungsbilder und Behandlungsformen. Kohlhammer, Stuttgart 2019, ISBN 978-3-17-030603-5.
- mit Barbara Schneider, Ina Giegling, Sina Müller, Hannah Müller-Pein, Dan Rujescu, Barbara Urban, Georg Fiedler (Hrsg.): Suizidprävention Deutschland: aktueller Stand und Perspektiven. Kassel 2021, DOI:10.17170/kobra-202107014195.
- mit Dirk Pörschmann, Tatjana Ahle (Hrsg.): Suizid. Let’s talk about it. Zentralinstitut und Museum für Sepulkralkultur. Kerber Verlag, Bielefeld 2021, ISBN 978-3-7356-0803-1.